# Swedex
Swedex (Swedish Examinations) är ett test i svenska som främmande språk. Swedex finns på nivåerna A2, B1, B2 och C1 enligt Europrådets Gemensam europeisk referensram för språk (Common European Framework of Reference for Languages).
Swedex är ett fristående språktest som kan tas oavsett hur man har lärt sig svenska. Praktiska språkfärdigheter i fem olika områden testas: läsförståelse, grammatik, hörförståelse, skriftlig och muntlig språkfärdighet.
I samarbete med bland annat Utrikesdepartementet, Svenska institutet och Riksföreningen Sverigekontakt har Swedex etablerats i 28 länder.
Detta språktest har utvecklats av Svenska institutet, Folkuniversitetet, Landesverband der Volkshochschulen Niedersachsens e.V (Tyskland) och Łódź universitet (Polen) i syfte att befrämja undervisning i svenska som främmande språk. Under utvecklandet av Swedex språktest har även Svenska akademien givit ett omfattande stöd till projektet.
Det är främst personer som vill bevisa sina kunskaper i svenska för arbetsgivare som genomgår testet.
Swedex ger i motsats till TISUS inte behörighet att studera vid svenska universitet.